# David Steel
David Martin Scott Steel, baron Steel of Aikwood (ur. 31 marca 1938 w Kirkcaldy) – brytyjski i szkocki polityk, lider Partii Liberalnej (1976–1988), długoletni deputowany do Izby Gmin, par dożywotni.

## Życiorys
Urodził się jako najstarsze spośród pięciorga dzieci duchownego Kościoła Szkocji. Wychowywał się w Szkocji oraz w Kenii. Kształcił się w Dumbarton Academy, James Gillespies Boys' School w Edynburgu, Prince of Wales School w Nairobi i George Watson's College. Następnie studiował m.in. prawo na Uniwersytecie Edynburskim.
W czasie studiów dołączył do szkockiego oddziału Partii Liberalnej, organizował kampanię wyborczą Jo Grimonda, krajowego lidera tego ugrupowania. Został zatrudniony w partyjnych strukturach jako asystent sekretarza generalnego.
W 1964 bez powodzenia wystartował do Izby Gmin w okręgu wyborczym Roxburgh, Selkirk and Peebles. Mandat posła uzyskał w 1965, wygrywając w tym samym okręgu wybory uzupełniające przeprowadzone po śmierci konserwatysty Charlesa Donaldsona. Skutecznie ubiegał się o reelekcję w ośmiu kolejnych wyborach, zasiadając w niższej izbie brytyjskiego parlamentu do 1997. Od 1983 reprezentował okręg wyborczy Tweeddale, Ettrick and Lauderdale.
W latach 1966–1969 kierował organizacją Anti-Apartheid Movement. Od 1965 pełnił kierownicze funkcje w Partii Liberalnej. Był m.in. rzecznikiem odpowiedzialnym za sprawy zatrudnienia i za sprawy zagraniczne, zaś w 1970 został wskazany jako nowy Chief Whip ugrupowania. W 1976, po rezygnacji Jeremy’ego Thorpe’a, objął funkcję lidera Partii Liberalnej. W 1981 nawiązał współpracę z powstałą w wyniku rozłamu u laburzystów Partią Socjaldemokratyczną. W 1988 doszło do zjednoczenia obu ugrupowań w formację Liberalnych Demokratów, którymi tymczasowo przez kilka miesięcy kierował wraz z Bobem Maclennanem z SDP.
W 1997 nie ubiegał się o poselską reelekcję. Otrzymał tytuł barona i jako par dożywotni zasiadł w Izbie Lordów. W latach 1999–2003 był jednocześnie posłem do Parlamentu Szkockiego I kadencji, pełniąc w nim funkcję przewodniczącego (Presiding Officer).
Komandor Orderu Imperium Brytyjskiego, odznaczony również Orderem Ostu.